# 1817 en santé et médecine
| Années de la santé et de la médecine : 1814 - 1815 - 1816 - 1817 - 1818 - 1819 - 1820    |
| Décennies de la santé et de la médecine : 1780 - 1790 - 1800 - 1810 - 1820 - 1830 - 1840 |

Cet article présente les faits marquants de l'année 1817 en santé et médecine.

## Événements
- 8 mars : Prenant note de l'examen de Marie-Mélanie Basset[1], Laennec donne une première description de son stéthoscope[2].
- Mai : Début d'une épidémie de peste en Algérie ; elle prendra fin en février 1818[3].
- 6 octobre : Fondation de la faculté de médecine de l'université d'État de Louvain[4].
- François-Emmanuel Fodéré (1764-1835), pionnier de la médecine légale, publie son Traité du délire[5].
- Début de la première pandémie de choléra (1817-1824).

## Publications
- Robert Hooper (en) publie une nouvelle édition de  A new medical dictionary : containing an explanation of the terms in anatomy … and the various branches of natural philosophy connected with medicine (Quincy' medical lexicon)[6].
- Première édition, le 8 août, des Éléments de chimie médicale de Mathieu Orfila (1787-1853)[7].
- James Parkinson publie An essay on the shaking palsy, qui décrit une paralysis agitans aujourd'hui appelée maladie de Parkinson.
- Henri Savigny (1793-1843), ex-chirurgien de la Marine, et Alexandre Corréard publient leur ouvrage sur le naufrage de La Méduse, dont ils sont eux-mêmes des rescapés[8].
- Kurt Sprengel : Critical review of the state of medicine during the last ten years.
- Caspar Wistar : A system of anatomy for the use of students of medicine[9].

## Naissances
- 14 mars : Charles Daremberg (mort en 1872), médecin, historien de la médecine et bibliothécaire français.
- 8 avril : Charles-Édouard Brown-Séquard (mort en 1894), physiologiste et neurologue français, né Britannique.
- 6 juillet : Albert von Kölliker (mort en 1905), médecin et biologiste suisse.
- 11 juillet : Nicolas Basile Bailly (mort en 1903), médecin, inspecteur des Eaux, maire de Bains-les-Bains et conseiller général des Vosges.
- 29 juillet : Wilhelm Griesinger (mort en 1868), interniste et psychiatre allemand.
- 9 août : Alphonse Guérin (mort en 1895), médecin et chirurgien français.
- 26 novembre : Charles Adolphe Wurtz (mort en 1884), médecin et chimiste français[10], récompensé par la médaille Copley en 1881[11].
- 17 décembre : Jules Béclard (mort en 1887), physiologiste français.
- 13 décembre : Arthur Hill Hassall (mort en 1894), médecin et microbiologiste anglais.

Date inconnue
- Sophia Wilkens (sv) (morte en 1889), pionnière suédoise de l'éducation des enfants handicapés intellectuellement.

## Décès
- 14 avril : Louis Odier (né en 1748), médecin, traducteur et éditeur suisse.
- 2 octobre : Alexander Monro (né en 1733), anatomiste écossais.
- 14 novembre : Thaddeus Haenke (né en 1761), médecin, botaniste, explorateur et géographe tchèque.

Date inconnue
- Marie-Vincent Talochon, dit « le père Élisée » (né en 1753), premier chirurgien de Louis XVIII[12].
- William Charles Wells (né en 1757), médecin et physicien américain.